# 格賴姆斯冰川
格賴姆斯冰川（英語：Grimes Glacier），是南極洲的冰川，位於埃爾斯沃思地，處於埃爾斯沃思山脈的赫里蒂奇嶺地區，美國地質調查局根據測量和該國海軍的空中照片繪入地圖，現時由南極條約體系管理。